# Вировка
Вировка (укр. Вирівка) — село,
Вировский сельский совет,
Конотопский район,
Сумская область,
Украина.
Код КОАТУУ — 5922081101. Население по переписи 2001 года составляло 1302 человека.
Является административным центром Вировского сельского совета, в который, кроме того, входят сёла
Лысогубовка,
Сарнавщина,
Таранское,
посёлки
Заводское и
Питомник.

## Географическое положение
Село Вировка находится на берегу реки Куколка,
выше по течению примыкает село Поповка,
ниже по течению большой массив ирригационных каналов.
К селу примыкает посёлок Питомник.
В 4-х км город Конотоп.
Через село проходит автомобильная дорога Т-2504.
Рядом проходит железная дорога, ближайшая станция Виревка в 1,5 км.

## История
- Село Вировка известно с 1636 года.

## Экономика
- Свинотоварная ферма.
- Государственное семеноводческое сельское предприятие «Вировское».
- Детские оздоровительные лагеря.

## Объекты социальной сферы
- Детский сад.
- Школа.
- Вировский аграрный лицей.
- Больница.

## Достопримечательности
- Братская могила воинов, погибших при освобождении села, и памятный знак погибшим односельчанам.

## Религия
- Комплекс церкви Покрова Богородицы.

## Известные люди
- Костенецкий В. Г. (1769—1831) — генерал-майор, герой Бородинской битвы, родился в селе Вировка.
- Костенецкий Я. И. (1811—1885) — автор «Воспоминаний о М. Ю. Лермонтове», родился в селе Вировка.